# Szilágy-Somlyó (folyóirat)
Szilágy-Somlyó – Szilágysomlyón megjelent társadalmi és politikai hetilap. 1883. március 15-én indult, 1944. július 1-én szűnt meg. 

## Szerkesztői, címváltozásai, témái
Alapító-főszerkesztője Nagy László volt, 1923-tól Udvari József, társszerkesztője B. Józsa Gyula. Kiadótulajdonosa 1940-ig Bölöni Sándor (Bölöni György apja), s az ő nyomdájában nyomták, 1940 után laptulajdonosként új név jelenik meg: a Lázár Gézáé. Főmunkatársként 1940–41-ben Somlyói Eller Gizella, 1944-ben néhány hónapig Fügedi Péter szerepel a lap impresszumán. Utolsó száma 1944. július 1-jén hagyta el a nyomdát. 
Címének változásai a több mint hat évtizedet megért lap történetének politikai hátterét is jelzik: 1909-től Szilágysomlyó címmel jelenik meg, 1936–38 között, a román helységnévrendelet miatt címét Heti Újságra változtatja, 1938–40 között pedig, bár belső tartalma végig magyar nyelvű, kénytelen felvenni a Şimleul Silvaniei címet. A változó viszonyokat terjedelmének változásai is jelzik: 1919 után egy ideig mindössze két lapon jelent meg, s régi terjedelmét csak 1940 után nyerte vissza.
Vidéki lap mivolta ellenére változatos volt a tartalma: a fontosabb közérdekű hírek mellett a megye, valamint a város és környéke életéről is rendszeresen tudósított. Viszonylag sok irodalmat is közölt, 1918 előtt a szerzők névsorából Ady Endre, Benedek Elek, Beksics Gusztáv, Bródy Sándor, Gárdonyi Géza, Herczeg Ferenc, Iványi Ödön, Jókai Mór, Juhász Gyula, Kabos Ede, Komócsy József, Krúdy Gyula, Lengyel Menyhért, Molnár Ferenc, Móra Ferenc, Révész Béla, Szathmáry Károly, Szász Károly, Zilahy Lajos írásainak jelenléte részben tükrözte a kiadótulajdonos fiának, Bölöni Györgynek az irodalmi kötődését is. Helyi szerzők írásait is közölte, pl. B. Józsa Gyula (1872–1924) elbeszéléseit, verseit. Az elsők között tolmácsolta magyarul Mihai Eminescu költeményeit (Brán Lőrinc fordításában 1889-ben közölte a Povestea teiuluit magyarul). 1921–22-ben, Mártonfi István szerkesztésében humoros, szatirikus hangvételű melléklapot („förmedvényt”) is megjelentetett, Keserű-Lapu címmel.
A két világháború között s különösen 1940–44-ben (eléggé eklektikus válogatásban) a kor elismert vagy divatos írói-költői is megszólalnak hasábjain: Bódás János, Kosztolányi Dezső, Létay Lajos, Makkai Sándor, Sértő Kálmán, Somogyváry Gyula, Számadó Ernő.